# North Lewisburg (Ohio)
Pour les articles homonymes, voir North Lewisburg.
North Lewisburg est un village américain situé dans le comté de Champaign, dans l'Ohio. Selon le recensement de 2010, sa population est de 1 490 habitants.